# NGC 6196
NGC 6196 é uma galáxia elíptica (E-S0), localizada na direcção da constelação de Hercules. Possui uma declinação de +36° 04' 23" e uma ascensão recta de 16 horas, 37 minutos e 53,8 segundos.
A galáxia NGC 6196 foi descoberta em 9 de Julho de 1864 por Albert Marth.